# I Bet (cântec)
„I Bet” este un cântec al interpretei americane Ciara de pe al șaselea său album de studio Jackie (2015). Lansat ca single-ul principal de pe album prin intermediul casei de discuri Epic Records pe data de 26 ianuarie 2015, „I Bet” este primul single a Ciarei după nașterea primului ei copil și larga despărțire publică cu rapperul american Future. Cântecul a fost scris de către cântărețul, Harmony "H-Money" Samuels și Timothy și Theron Thomas de la producția Rock City. Acesta a fost produs de Samuels, și Chris "TEK" O'Ryan a fost responsabil pentru producția sa vocală.

## Lista pieselor
- Descărcare digitală[1]

1. „I Bet” – 4:47

- Descărcare digitală – Remix[2]

1. „I Bet” (Remix) (featuring T.I.) – 3:52

- Descărcare digitală – Remix[3]

1. „I Bet” (Remix) (featuring Joe Jonas) – 4:49

- Descărcare digitală – R3hab Remix

1. „I Bet” (R3hab Remix) – 3:28